# Wasa (Marke)

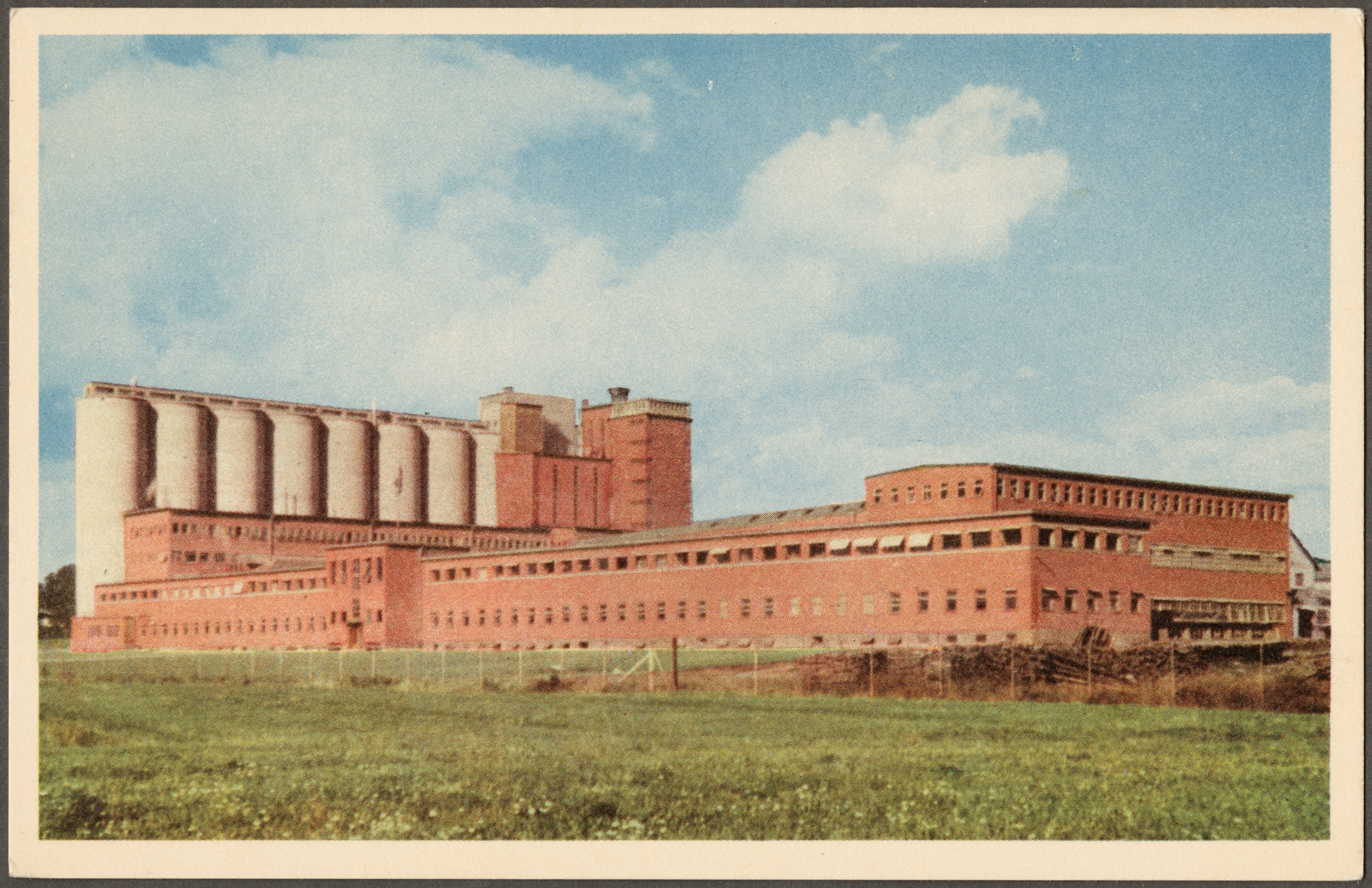
Stammwerk Wasa in Filipstad

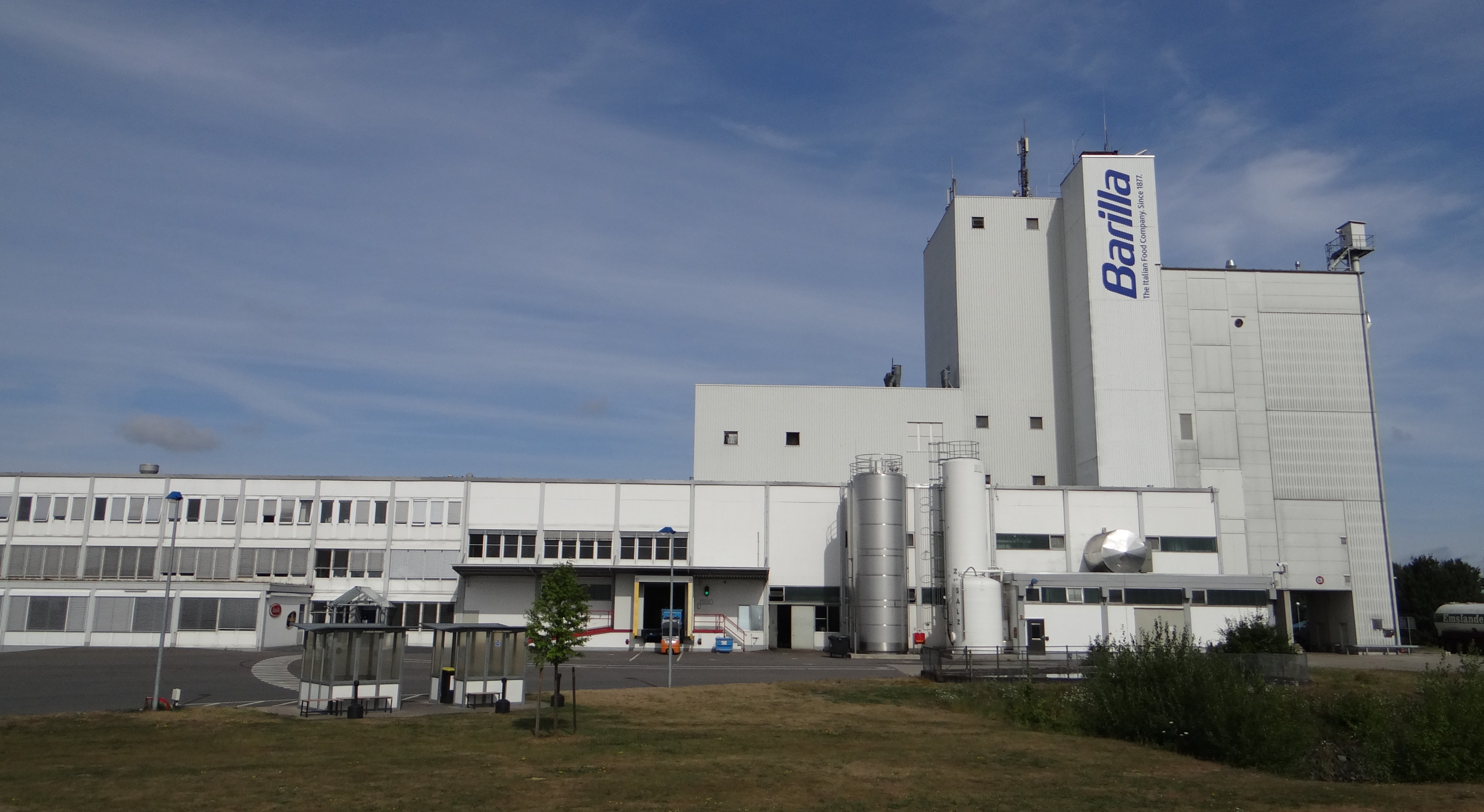
Barilla-Werk in Celle

Wasa ist ein Markenname von Barilla und geht auf die einstige Wasabröd AB zurück, die seit der Übernahme durch Barilla den Namen Barilla Sverige AB trägt. Viele Produkte von Barilla (auch italienische) werden unter der Marke Wasa vertrieben.

## Geschichte
Gegründet wurde das Unternehmen 1919 in der schwedischen Stadt Skellefteå von dem Bäcker Karl Edvard Lundström unter dem Namen AB Skellefteå Spisbrödsfabrik. 1931 erfolgte der Umzug nach Filipstad. In den 1950er Jahren wurde das Unternehmen zum Königlichen Hoflieferanten von Schweden. Ab 1957 firmierte das Unternehmen unter AB Wasa Spisbrödsfabrik, seit 1964 hieß es Wasabröd AB. Das Unternehmen wurde nach dem schwedischen König Gustav I. Wasa (auch Roggenkönig) benannt. Zudem bedeutete in der altschwedischen Sprache das Wort Vase auf deutsch Ähre.
1965 wurde ein Werk in Dänemark eröffnet, ein weiteres in Deutschland 1967.
1982 verkaufte die Familie Lundström das Unternehmen an Sandoz. Dabei erhielten die Erben, unter denen  Carl Lundström († 2025) war, für ihren Anteil umgerechnet jeweils 10 Millionen Euro. 1999 wurde das Unternehmen vom italienischen Barilla-Konzern gekauft und in Barilla Sverige AB umbenannt, aber der Markenname Wasa beibehalten. Seitdem werden viele Produkte von Barilla unter dem Namen Wasa in Deutschland angeboten, beispielsweise Cracker aus Italien mit Olivenöl.

## Unternehmen
Wasa ist der nach eigenen Angaben weltgrößte Hersteller von Knäckebrot. Die Hauptniederlassung befindet sich in Stockholm, die Produktionsstätten liegen im schwedischen Filipstad und in Celle, Deutschland. Im Jahr 2015 produzierten im Werk in Celle 285 Mitarbeiter 24.000 Tonnen Knäckebrot. In Deutschland werden die Produkte über die Barilla Deutschland GmbH in Köln vertrieben. In Filipstad befindet sich auch das Wasa-Barilla-Knäckebrödsmuseum.
Die Bäckerei in Filipstad bezieht ausschließlich Ökostrom. Erklärtes Ziel ist es, Knäckebrot möglichst aus lokal angebautem Getreide zu kaufen und zu backen.